# 우홍구
우홍구(禹弘矩, 1928년 5월 21일 ~ 1977년 1월 12일)는 대한민국의 정치인이다. 제5·7대 국회의원을 지냈다. 경상북도 의성군 출신이며 3선개헌을 저지 하기 위한 삼선개헌반대범국민투쟁위원회에 참여하기도 했다.

## 학력
- 경북공립중학교졸업
- 서울대학교 문리과 대학정치과 졸업

## 약력
- 백광산업(주)사장
- 안계중학교교사
- 민주당의성을구당위원장
- 민주당중앙위원
- 신민당경북제10지구당위원장
- 신민당중앙당농림수산분과위원장
- 신민당경북도지부위원장
- 제7대국회원내부총무

## 역대 선거 결과
|  | 17.33% |

|  | 36.61% |

|  | 19.62% |

|  | 37.59% |

|  | 25.63% |

|  | 16.74% |